# Mirko Iwanowski
Mirko Iwanowski (cyr. Мирко Ивановски; ur. 31 października 1989 w Bitoli) – macedoński piłkarz występujący na pozycji napastnika w Concordia Chiajna.

## Kariera klubowa
Iwanowski zaczął swoją karierę w zespole FK Pelister. W lipcu 2008 roku został zawodnikiem Makedoniji Gjorče Petrov Skopje. 5 lutego 2010 roku Macedończyk został na pół roku wypożyczony do czeskiej Slavii Praga. 2 sierpnia 2010 roku podpisał dwuletni kontrakt z polską Arką Gdynia. Iwanowski występował w barwach „Arkowców” przez dwa sezony, rozgrywając 44 spotkania i strzelając 6 bramek. W lecie 2012 roku przeszedł do Astry Giurgiu. W 2014 przeszedł do CFR 1907 Cluj, a w 2015 do Videoton FC. W 2016 grał w Bolusporze, a następnie trafił do NK Slaven Belupo. Latem 2018 przeszedł do Hajduka Split.

## Kariera reprezentacyjna
Iwanowski jest obecnie powoływany do seniorskiej reprezentacji Macedonii. Wcześniej reprezentował kadrę U-21.